# Телезе (Беневенто)
Телезе је насеље у Италији у округу Беневенто, региону Кампанија.
Према процени из 2011. у насељу је живело 5120 становника. Насеље се налази на надморској висини од 57 м.